# Jean-Paul Villain
Pour les articles homonymes, voir Villain.
Jean-Paul Villain (né le 1er novembre 1946 à Dieppe) est un athlète français, spécialiste du 3 000 mètres steeple, vainqueur des championnats d'Europe 1971 et ancien détenteur du record de France.

## Biographie
Son club a d'abord été le Stade Dieppois, mais la majeure partie de sa carrière a été réalisée sous le maillot noir des indépendants (pas de club). Son entraîneur était Roger Thomas. Il fut par la suite conseiller technique de l'Éducation nationale après un passage retour aux sources en tant que patron-pêcheur. Il entraîne maintenant le club du CO Bresles (Eu - Seine-Maritime). 
En 1971, il remporte le titre des championnats d'Europe d'Helsinki en devançant le Tchécoslovaque Dušan Moravčík et le Soviétique Pavel Sysoyev.
Il dispute trois Jeux olympiques consécutifs de 1968 à 1976 sur 3 000 m steeple et atteint la finale en 1968 et 1972. En 1971, il s'adjuge le titre des Jeux méditerranéens à Izmir.
Il remporte quatre titres de champion de France du steeple en 1969, 1970, 1971 et 1976. il améliore à trois reprises en 1971 le record de France du 3 000 m steeple : 8 min 28 s 2, 8 min 27 s 0 puis 8 min 25 s 2.
Il vainc par ailleurs les cinq autres partants de l'épreuve du steeple disputée dans le cadre de la rencontre France-Grande-Bretagne remportée en juillet 1975 à Dieppe par la France, 389 points à 319 points, au total cumulé des épreuves masculines et féminines (2)

## Palmarès

### International
- 37 sélections en équipe de France A (12 victoires)
- 4 sélections en équipe de France jeunes

| Date | Compétition           | Lieu     | Résultat | Épreuve         | Performance   |
| ---- | --------------------- | -------- | -------- | --------------- | ------------- |
| 1968 | Jeux olympiques       | Mexico   | 9e       | 3 000 m steeple | 9 min 16 s 2  |
| 1969 | Championnats d'Europe | Athènes  | 5e       | 3 000 m steeple | 8 min 33 s 4  |
| 1971 | Championnats d'Europe | Helsinki | 1er      | 3 000 m steeple | 8 min 25 s 20 |
| 1971 | Jeux méditerranéens   | Izmir    | 1er      | 3 000 m steeple | 8 min 30 s 0  |
| 1972 | Jeux olympiques       | Munich   | 11e      | 3 000 m steeple | 8 min 46 s 72 |

### National
- Championnats de France d'athlétisme :
  - vainqueur du 3 000 m steeple en 1969, 1970, 1971 et 1976

## Records
| Épreuve         | Performance   | Lieu     | Date         |
| --------------- | ------------- | -------- | ------------ |
| 3 000 m steeple | 8 min 25 s 12 | Helsinki | 15 août 1971 |